# 太阳岛站
太阳岛站是哈尔滨地铁2号线的地铁车站，位于中国黑龙江省哈尔滨市松北区太阳大道与麒麟街交叉口，临近哈尔滨太阳岛风景区，于2021年9月19日开通。

## 车站结构
太阳岛站沿太阳大道设置，为地下二层岛式站台车站，车站长247.3米，宽19.8米。车站地下一层为站厅层，地下二层为站台层，车站采用中庭式设计，是哈尔滨地铁唯一采用该设计的地铁站。

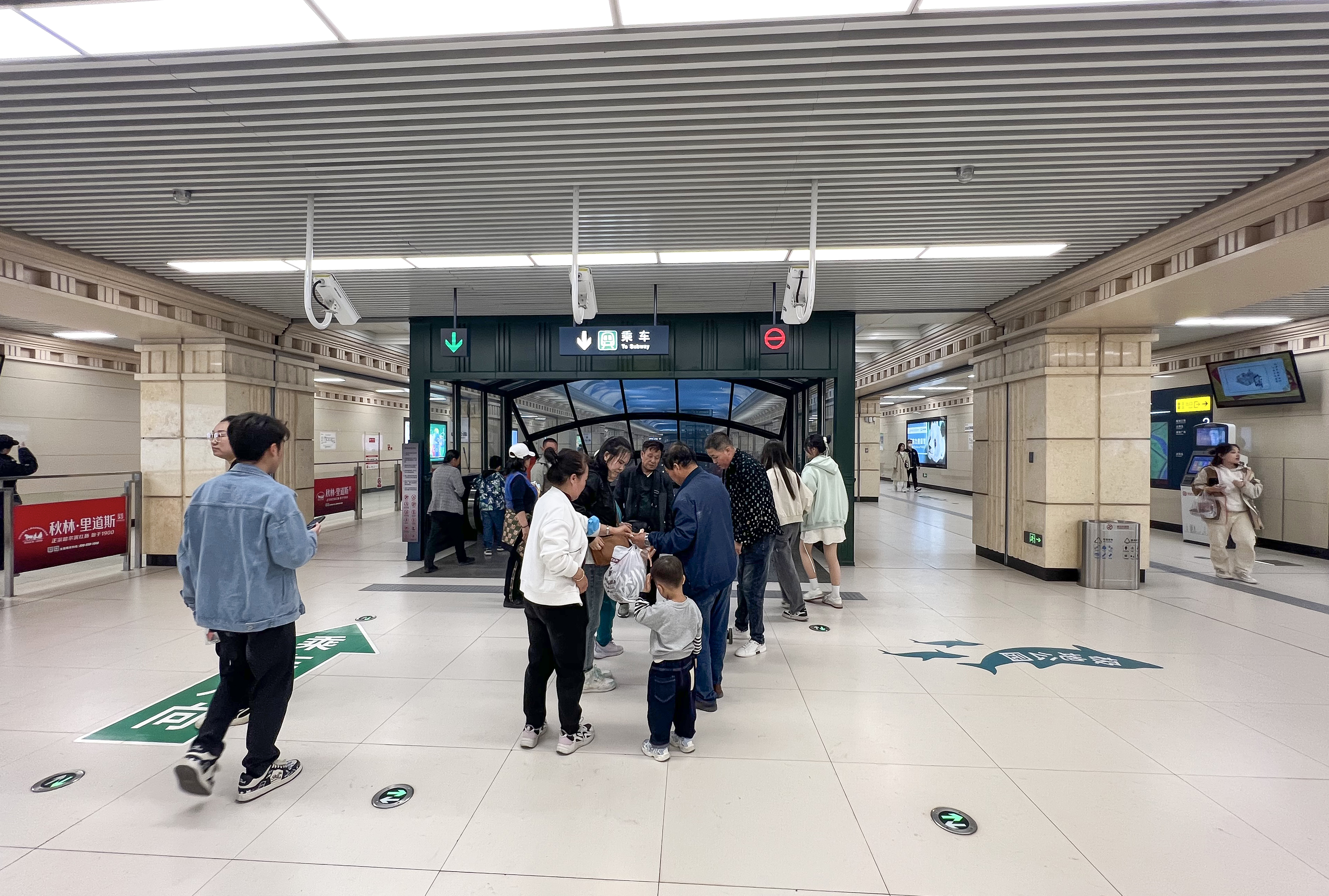
站厅
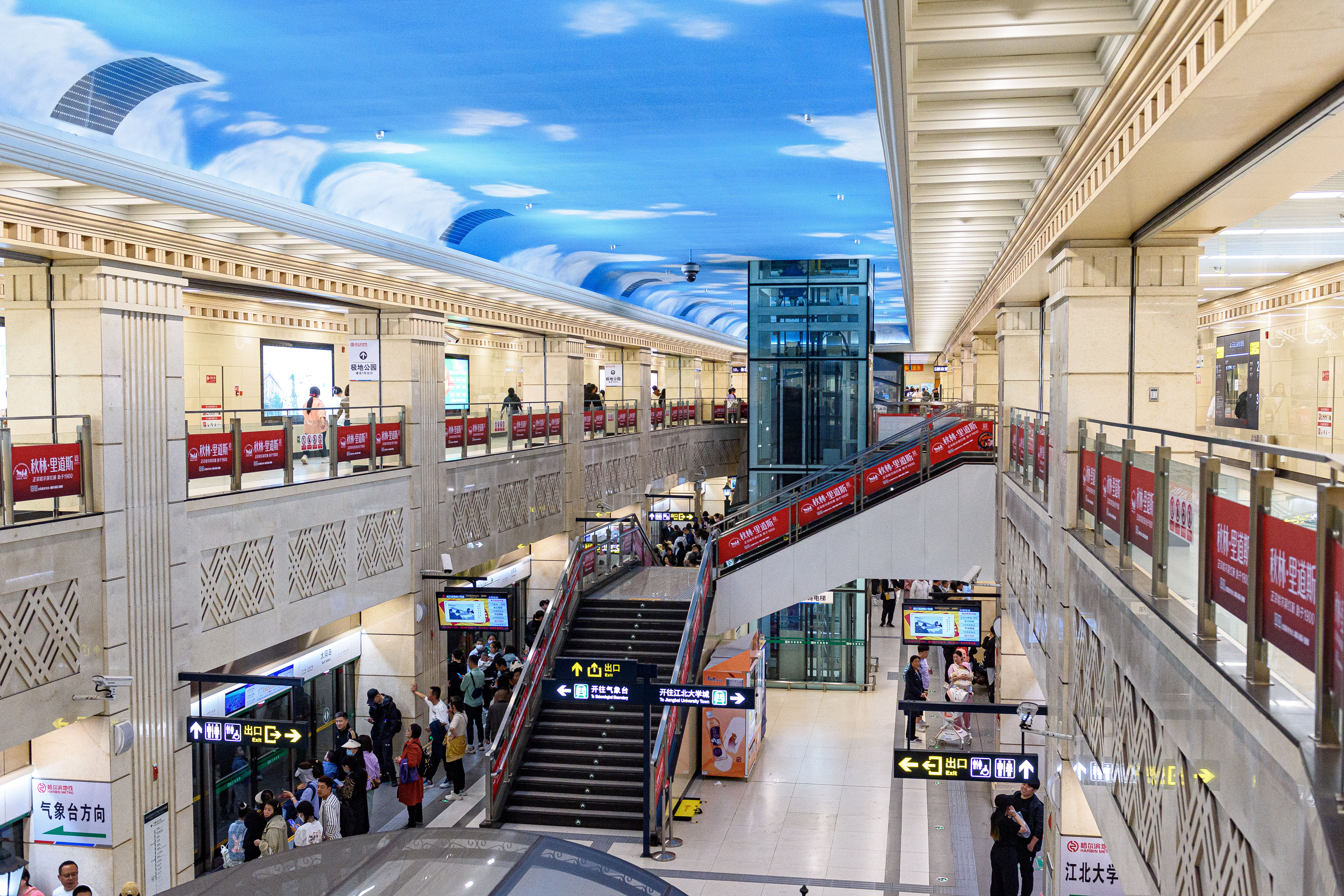
中庭

| 地面              | 出入口 | 1-3出入口 |
| 地下一层          | 站厅   | 客服中心、自动售票机、验票机                                                                                        |
| 地下二层          | 站台层 | \| \| \| █ 2号线往江北大学城（冰雪大世界） \| \| 島式 · 開左邊车门 \| \| \| \| \| \| █ 2号线往气象台（人民广场） \| |
|                   |        | █ 2号线往江北大学城（冰雪大世界）                                                                                   |
| 島式 · 開左邊车门 |        | |
|                   |        | █ 2号线往气象台（人民广场）                                                                                         |

- 站厅
- 中庭

## 车站出口
太阳岛站共设3个出口，各出口及周围设施如下所示：
| 编号                | 建议前往的目的地   | 照片 | 无障碍设施 |
| ------------------- | ------------------ | ---- | ---------- |
| 1 · 出口            | 太阳大道，极地公园 |      | 不適用     |
| 2 · 出口 · （设有） | 麒麟街，极地广场   |      |            |
| 3 · 出口 · （设有） | 太阳岛             |      |            |
| 图例： 设有         |                    |      |            |

## 接驳交通
| 编号 | 编号            | 线路   | 线路 | 线路                 | 收费 | 运营商   | 备注     |
| ---- | --------------- | ------ | ---- | -------------------- | ---- | -------- | -------- |
|      | 旅游巴士3号线L3 | 太阳岛 | ⇆    | 防洪纪念塔（友谊路） | 2元  | 新区公交 | 定时班车 |

## 车站历史
- 2021年9月19日，随2号线一期工程通车一同开通[1]。
- 2022年
  - 4月20日，受新冠疫情影响，车站暂停运营[5]。5月5日，车站恢复运营[6]。
  - 6月2日12时，受端午节客流集中影响，车站暂停运营。6月3日10时，车站恢复运营[7]。